# Redknife River
Redknife River är ett vattendrag i Kanada.   Det ligger i territoriet Northwest Territories, i den centrala delen av landet, 3 300 km nordväst om huvudstaden Ottawa.
I omgivningarna runt Redknife River växer i huvudsak barrskog. Trakten runt Redknife River är nära nog obefolkad, med mindre än två invånare per kvadratkilometer.